# حسن أباد (باسخن)
حسن أباد (بالفارسية: حسن‌آباد) هي قرية تقع في إيران في البلدة المركزية. يقدر عدد سكانها بـ 881 نسمة .